# 259e brigade de chars
« 259e régiment de chars » redirige ici. Pour les articles homonymes, voir 259e régiment.
La 259e brigade de chars (en russe : 259-я танковая бригада), est une unité blindée de l'Armée rouge pendant la Seconde Guerre mondiale. Stationnée en Extrême-Orient soviétique, elle participe à l'offensive soviétique de Mandchourie. Après guerre, devenu un régiment, elle rejoint la 3e puis 46e division de chars.

## Histoire

### Seconde Guerre mondiale
La 259e brigade de chars est formée en novembre 1941 à Vorochilov (aujourd'hui Oussouriïsk, kraï du Primorié) sous le nom de 3e brigade du front d'Extrême-Orient, à partir des 302e, 382e et 443e bataillons de chars. Elle est subordonnée à la 25e armée.
Elle reçoit le numéro 259 le 2 juillet 1943. Début août 1945, la brigade compte 43 chars moyens T-34 et 43 chars légers T-26.
À partir du 9 août 1945, la brigade participe à l'offensive contre les Japonais et forme l'avant-garde de la 25e armée qui avance vers le nord de la Corée.
La 259e brigade reçoit le 19 septembre 1945 l'ordre du Drapeau rouge, parmi les unités récompensées « pour la traversée de la rivière Oussouri, la percée des zones fortifiées de Hutou (en), Mishan, Ogranitsen et Dongning et la prise des villes de Mishan, Jilin, Yanji et Harbin ».

### Guerre froide
La brigade est transformée le 24 décembre 1945 en 259e régiment de chars lourds (no  d'unité 89414), et passe le 14 avril 1946 sous le rattachement de la 3e division de chars, stationnée à Pokrovka au sein de la 25e armée du district militaire du Primorié.
La 3e division de chars est renumérotée 46e le 30 avril 1957. Le 259e régiment est dissous en même temps que sa division, en novembre 1959.